# Trębacze Pierwszej Konnej Armii
Trębacze Pierwszej Konnej Armii (ros. Трубачи Первой конной) – obraz olejny namalowany przez radzieckiego malarza Mitrofana Griekowa w 1934 roku, znajdujący się w zbiorach Galerii Tretiakowskiej w Moskwie.

## Opis
Malarz batalistyczny i twórca radzieckiego malarstwa batalistycznego Mitrofan Griekow studiował w Odeskiej Szkole Artystycznej pod kierunkiem Kyriaka Kostandiego, następnie w Akademii Sztuk Pięknych w Odessie pod kierunkiem Ilji Riepinaoraz Franza Roubauda. Griekow, syn Kozaka, od dzieciństwa kochał dońskie stepy i konie. Główna część jego spuścizny twórczej, czyli około 300 obrazów, poświęcona jest wydarzeniom wojny domowej w Rosji, w której malarz brał udział  - w 1920 r. wstąpił ochotniczo do Armii Czerwonej. Grekow wspominał, że wydarzenia, w których brał udział, były tak ekscytujące i wciągające, że nie sposób było ich nie namalować. Trębacze Pierwszej Konnej Armii są jednym z obrazów wchodzących w skład cyklu dzieł sławiących 1 Armię Konną, dowodzoną przez Siemiona Budionnego.
Griekow zaczął tworzyć pierwsze szkice do obrazu już w 1927 roku na Wyższych Kursach Kawalerii w Nowoczerkasku, gdzie pozowali mu miejscowi kadeci. Artysta nie był jednak usatysfakcjonowany barwami dzieła, uważał, że powstały obraz był blady i pozbawiony wyrazu. Prace nad obrazem posunęły się naprzód dopiero po wyjeździe artysty wiosną 1934 roku na leczenie na Krym. Griekow stwierdził, że to tam zrozumiał jak namalować dzieło, któremu do tej pory brakowało "kolorów Eupatorii, jasnego nieba i piasku". Po powrocie do Moskwy ukończył obraz, na którym widoczny jest wiosenny step i skąpana w słońcu szeroka droga. Jednostki kawalerii Armii Czerwonej maszerują w niekończącej się kolumnie. Kompozycja płótna skupia uwagę widza na trzech suzafonistach i dwóch trębaczach, umieszczonych w centrum obrazu i wysuniętych na pierwszy plan. Postacie pozostałych jeźdźców są albo schowane za plecami muzyków, albo tracą wyraźne kontury i zlewają się w jedną ludzką masę. Podczas gdy masa żołnierzy ubrana jest w różnokolorowe mundury, muzycy jeżdżą na identycznych białych koniach, dobranych do mundurów, tworząc obraz zwycięskiej Armii Czerwonej. 
Dzieło Griekowa zostało po raz pierwszy pokazane na jubileuszowej wystawie 30 obrazów jego autorstwa poświęconych 1 Armii Konnej, otwartej w listopadzie 1934 roku w Moskwie. Po sukcesie wystawy reprodukcje Trębaczy Pierwszej Konnej Armii obiegły strony wszystkich ilustrowanych publikacji z lat 30. XX wieku i zostały sprzedane w milionach egzemplarzy na kartkach pocztowych. 